# Ligue du Bien public
In der Ligue du Bien public (Liga für das Allgemeinwohl) schloss sich unter der Führung Karls des Kühnen, damals Graf von Charolais, eine Gruppe französischer Barone zusammen, die zwischen März und Oktober 1465 gegen König Ludwig XI. revoltierte. Die Adelsrevolte richtete sich gegen die Politik Ludwigs, der die Macht der Feudalherren zugunsten des Königtums zurückdrängen wollte.

## Hintergrund
Mit dem Vertrag von Arras hatte der damalige französische König Karl VII. dem burgundischen Herzog Philipp die Pfandschaft über einige Städte an der Somme überlassen. Karls Sohn Ludwig, seit 1461 französischer König, zielte auf eine Schwächung der großen Adelshäuser ab und löste u. a. auch die Pfandschaft über die Somme-Städte aus. Karl der Kühne widersetzte sich Ludwigs Vorgehen und fand Unterstützung bei anderen hohen Adligen, die sich ebenfalls durch die königliche Politik in ihren Rechten beschnitten sahen. In der Liga wirkten mit:
- Jakob von Armagnac, Herzog von Nemours und Graf von La Marche
- Johann II., Herzog von Bourbon
- Franz II., Herzog der Bretagne
- Johann II., Herzog von Lothringen
- Johann V., Graf von Armagnac
- Ludwig von Luxemburg, Graf von Saint-Pol
- Johann von Orléans, Graf von Dunois, der Bastard von Orléans
- Antoine de Chabannes
- Charles II. d’Albret, Graf von Albret
- Pierre d’Urfé
- der Herzog von Bayern
- Johann I., Herzog von Kleve
- Friedrich I., Kurfürst von der Pfalz
- Thomas Basin, Bischof von Lisieux, französischer Historiker und Chronist der lateinischen Sprache

In einem Manifest, das am 10. März 1465 veröffentlicht wurde, gaben sie an, einer unordentlichen und jämmerlichen Regierung entgegentreten zu wollen. Sie beabsichtigten, anstelle des Königs einen Regenten einzusetzen, der niemand anders als der erst 18-jährige Charles de Valois, duc de Berry, der Bruder des Königs sein sollte. Der König antwortet bereits am 16. März mit einem Gegenmanifest.

## Die militärische Auseinandersetzung in zeitgenössischen Quellen
Ludwig XI. wandte sich darüber hinaus an Francesco Sforza um Hilfe und schlug Lüttich eine Allianz gegen den gemeinsamen Feind vor, die dann am 17. Juni auch unterzeichnet wurde. Der König, der zudem von der wirksamen Unterstützung durch Gaston IV., Graf von Foix und Béarn profitierte, hatte eine Armee von 30.000 Mann zur Verfügung. Sofort nach Ausbruch der Feindseligkeiten, also bereits im März, marschierte er ins Bourbonnais ein, wandte sich dann mit einem Zug in Richtung Paris gegen Franz II., Herzog der Bretagne, und Karl den Kühnen.
Bei Montlhéry kam es am 16. Juli 1465 zu einer Schlacht, die unentschieden endete, aber jeder Seite erlaubte, für sich den Sieg zu beanspruchen. Die Liga versuchte danach mit Paris zu verhandeln, um durch eine antikönigliche Positionierung der bedeutendsten Stadt die übrigen Städte mit sich zu ziehen. Ludwig XI. kam der Liga zuvor und zog in Paris ein. Laut Philippe de Commynes (1447–1511) gab der König dem Volk von Paris neue Kraft und platzierte 2000 bewaffnete Männer in der Stadt. Er wandte bei der Besetzung keinerlei Gewalt an und rächte sich an niemandem.

## Der Frieden
Mit drei Verträgen wurden Frieden geschlossen und das allgemeine Wohl nach einer treffenden Bemerkung von Philippe de Commynes privatisiert: „le bien publicque estoit converti en bien particulier“.
- 5. Oktober 1465: Vertrag von Conflans.
- 27. Oktober 1465: Vertrag von Saint-Maur mit den Baronen.
- 12. Dezember 1465: Folgevertrag von Conflans

Ludwig XI. ernannte seinen Bruder Karl zum Herzog der Normandie; er gab Karl dem Kühnen die Städte an der Somme zurück und trat ihm Boulogne ab, Guînes, Roye, Péronne und Montdidier; er gab Johann von Lothringen die Städte Mouzon, Sainte-Menehould und Neufchâteau; der Herzog der Bretagne erhielt Montfort und Étampes, der Herzog von Bourbon mehrere Herrschaften in der Auvergne; der Herzog von Nemours wurde Gouverneur von Paris und der Île-de-France, der Graf von Armagnac bekam mehrere Burgen im Rouergue; er machte Tanneguy du Chastel zum Großstallmeister und den Grafen von Saint-Pol zum Connétable. Eine Kommission von 36 Mitgliedern sollte unter dem Vorsitz von Dunois die Missstände in der Verwaltung abstellen. Die Bedingungen, die Ludwig XI. andererseits auferlegt wurden, beachtete er nach einiger Zeit nicht mehr.

## Pardon und Repressalien
- Antoine I. de Croÿ, dirigierender Minister Herzog Philipps III. (des Vaters Karls des Kühnen) hatte – vom französischen König bestochen – die Rückgabe der Städte an der Somme eingeleitet; nach der Aussöhnung Karls mit seinem Vater wurde Croÿ am 12. März 1465 angeklagt und floh mit all seinen – zuvor in einflussreiche Ämter protegierten – Verwandten nach Frankreich.
- Johann II. von Bourbon wurde 1483 zum Connétable ernannt.
- Pierre d’Amboise wurde für seine Beteiligung an der Liga bestraft – Ludwig XI. ließ dessen Schloss Chaumont verwüsten – begnadigte ihn aber vier Jahre später und beteiligte sich finanziell an den Kosten des Wiederaufbaus.
- 1468 wurde Charles de Melun, Gouverneur von Paris und der Bastille, für seine Verbindungen zur Liga in Le Petit-Andely[4] hingerichtet; sein Besitz wurde beschlagnahmt und Antoine de Chabannes übergeben.
- Der Herzog von Nemours, der mehrere Male einen vollständigen Pardon abgelehnt hatte, wurde 1475 nach einem neuerlichen Verrat in der Burg von Carlat belagert, gefangen genommen, in die Bastille gebracht, verurteilt und 1477 auf einem öffentlichen Platz in Paris geköpft.